# تشارلي كليمونز
تشارلي كليمونز (بالإنجليزية: Charlie Clemons)‏ هو لاعب كرة قدم أمريكية أمريكي، ولد في 4 يوليو 1972 في غريفين في الولايات المتحدة.

## وصلات خارجية
- تشارلي كليمونز على موقع مرجع كرة القدم المحترفة.كوم (الإنجليزية)